# バチャポッシュ
バチャポッシュ(ペルシア語: بچه پوش)とは、男装した女性を意味しており、男女差別の強いアフガニスタンの社会において跡取り息子のいない家族の中で娘が跡取り息子として振る舞うための便宜的社会制度である。現代のアフガニスタンで法的には認められていないが社会習慣としては残っている。この制度により女性は男性と同じ権利を行使でき自由に行動することがでる。学校に通い、公の場で母親や姉妹を守り、男性として働くことも出来る。

## 起源
この習慣は少なくとも1世紀前に文書化されているが、はるかに古くから存在していた可能性があり、今も行われている。それは、戦時中、女性が男性になりすまして戦う、または保護されることから始まったのかもしれない。 
歴史家のナンシー・デュプリーはニューヨークタイムズの記者に、ハビブラ・カーンの治世中の1900年代初頭にさかのぼる写真を思い出したと語った。この写真では、男性に扮した女性が王のハーレムを守っていた。「男女差別は創造性を必要とします。これらの人々は最も驚くべき対処能力を持っています」と彼女は言った。 

## 実践の概要
アフガニスタンでは、家を継いで父親の財産を相続する跡取り息子を必要とする社会的圧力があり、息子がいない場合、家族は娘の1人を男装させることがある。バチャポッシュがいると、母親はその後、息子を妊娠出産する可能性が高くなるという迷信がある。 
男の子として生きている女の子は、特徴的な男性の服を着て、髪を短くし、男性の名前を使用する。男装の目的は欺瞞ではなく、そして周囲の人間や親族など多くの人々は、その人が実際は女の子であることを知っている。彼女の家族では、彼女は娘としても完全に息子としても扱われない中間的な地位を占めているが、他の女の子のように料理や掃除をする必要はない。バチャポッシュとして、女の子は学校に通い、用事を実行し、公共の場で自由に移動し、男性親族の同伴が必要な場所で姉妹を保護し、スポーツをし、仕事を見つけることがより簡単になる。 
バチャポッシュとしての女の子の立場は、通常、思春期に入ると終了する。バチャポッシュとして育てられた女性は、少年としての生活から移行し、アフガニスタン社会の女性に課せられた伝統的な制約に適応するのが難しいことがよくある。 
バギス州を代表するためにアフガニスタン国民議会に選出された議員であるアジタ・ラファットには息子がなく、娘の1人をバチャポッシュとして育てた。彼女は、「なぜ一人の母親が末娘にこれらのことをしているのか信じられない」こと、そして「アフガニスタンでは、西洋人としては想像もできないことが起こっている」ことを理解したと述べた。 
2003年にアフガニスタンで制作され、シディク・バルマクが脚本・監督を務めた映画「オサマ」は、タリバンの支配下にあるアフガニスタンの少女が、父親と叔父の両方がいたように、家族を養うために自分を少年オサマに変装させた物語である。ソビエト・アフガニスタン戦争中に殺害され、彼女と彼女の母親は男性の保護者なしでは一人で旅行することは出来なかった。 

## 社会的受容
バチャポッシュの文化的慣習は、もともと中東以外では公表されていなかった。しかし、メディアで取り上げられた結果、バチャポッシュとその社会における役割は徐々に明らかになりつつある。慣習のやや秘密主義の性質のために、男装した娘がいる家族の数に関する統計はない。主な家族、家族の友人、そして必要な健康と教育の職員だけがバチャポッシュの生物学的性別を知っている。それは主に社会によって容認され、認められており、相続人や男性の姿を伴わない人々のための実用的な解決策と見なされている。容認されているが、バチャポッシュは、かつて女性であることが発見された宗教的信念や社会的規範に従わなかったためにいじめられ、からかわれる可能性があり。一度明らかにされると、バチャポッシュは、実際にそのように特定することなく、 LGBTコミュニティが感じているのと同様の汚名を受け取ることがある。 

## 動機と効果
発達心理学者で臨床心理士のダイアン・エーレンサフトは、男の子のように振る舞うことで、バチャポッシュは彼女達が性同一性になっているのではなく、単に両親の希望と期待に応えるために男性を演じていると理論づけている。彼女達は自転車に乗ったり、サッカーやクリケットをしたりする機会など、他の方法では女の子が得られない特権を娘に提供している親や、男の子の周りが快適ではなく、女の子として生きたいと不平を言っているバチャポッシュを引用している。 
でも、バチャポッシュとしてしばらく暮らした後は、男の子との付き合いに慣れてきたので、女の子との付き合いが難しいと感じる人がほとんどであり。 20年間バチャポッシュだったが、大学に入学したときに女の子に戻ったエラハは、社会の伝統のためだけに戻ったとBBCに語った。バチャポッシュが女の子に戻るのがとても難しい理由は、彼女たちの人格が男性的に発達しているため女性らしさを持っていないこと。彼女たちは男らしさを教えられているため、よりステレオタイプの男性的な性格特性を発達させている。一部のバチャポッシュは、子供時代の本質的な記憶と女の子としてのアイデンティティを失ったように感じている。アフガニスタンで育った普通の女の子だったらなかった自由を体験できて良かったと感じる人もいる。  「男の子」が女性の役割に戻ると、すべてではないにしてもほとんどの権利と特権が奪われるため、変更自体も非常に難しい場合がある。多くの女性は、男の子として自由を経験した後は戻りたくないと思っている。
アフガニスタンの女性の権利を求める最近の運動の観点から、この慣行をめぐる論争の中心は、バチャポッシュの慣行が女性に力を与え、女性の成功を助けるかどうか、またはその慣行が心理的に損害を与えるかどうかにかかっている。プロセスを経た女性の多くは、経験が力を与え、窒息させたと感じていると言っており、活動家によると、真の問題は実践そのものではなく、その社会における女性の権利にあるという。  

## 女性に戻る
バチャポッシュがアフガニスタンで一般的な15〜17の結婚適齢期になる、または女性らしい肉体的特徴が顕著になるとき、ほとんどの場合、バチャポッシュがいつ娘になるかを父親が決定する。それにもかかわらず、結婚適齢期のバチャポッシュであるため、女性は娘の地位に置かれるという決定において発言権を持つことが出来る。しかし、これが彼らが父親の希望に反することを意味する場合、それによって家族の希望は、高度に家族志向の社会で家族の支援なしに若いバチャポッシュがさらに疎外される可能性があつ。バチャポッシュの大多数は思春期前の年を社会で男性の役割に費やしているため、多くの人が女性への移行に対する不安を経験しているため、理想的な気配りのある柔らかな口調の家庭の妻になるために必要な過程を学ぶ機会を失っている。 

## メディア
- ナディア・ハシミの2014年の小説「殻を破った真珠」
- ジェニー・ノールベルグの著書「カブールの地下の少女たち：アフガニスタンの隠れた抵抗を求めて」
- イランの映画監督マジッド・マジディの2001年の映画『少女の髪どめ』。
- 『オサマ』（2003年）は家族を養うために男の子に扮した女の子についてのアフガニスタン映画である。
- ナディア・ハシミの2016年の子供向け小説「東からの半分」
- アンナ・マリー・マクレモアのヤングアダルト小説「月が私たちのものだったとき」は、イタリア人/パキスタンの主人公であり、バチャポッシュとしての役割の内外で性同一性を受け入れるトランスジェンダーの男性でもあるサム（サミラ）を扱っている。
- 『ブレッドウィナー』（2017年）は、家族をサポートするために男の子に扮した女の子についての作品である。
- アリエル・ミッチェルによる『2番目の誕生』はアフガニスタン南部の田舎の村で、バチャポッシュの伝統の中で苦闘する家族の物語である。ニューヨークで2019年3月1日から24日にかけて、ウェストパークセンターでTHMLシアターカンパニーにより上演された[13]。